# László Marcella
László Marcella, Ferenczyné; Szignója: F. László Marcella. (Kisnamény, 1903. augusztus 22. – Marosvásárhely, 1940. március 6.) erdélyi magyar gyermek- és ifjúsági író, lapszerkesztő.

## Életútja, munkássága
Szatmáron végzett felső-kereskedelmi iskolát, egy ideig banktisztviselőként dolgozott. Novelláit, meséit, gyermekszíndarabjait a Keleti Újság, Erdélyi Szemle, Pásztortűz, Cimbora, Magyar Nép, Magyar Úriasszonyok Lapja (Budapest), Ifjú Erdély, Jóbarát, A Hírnök közölte. Szövegére Veress István Zizi címen mesejátékot szerzett és mutatott be a nagyenyedi Bethlen Gábor Kollégium diákszínjátszóival (1930). Benedek Elek gyermeklapját, a Cimborát az író halála után Új Cimbora címmel újraindította és szerkesztette (1937-39).

## Kötetei
- Föld alatt és föld felett (gyermekregény, Kolozsvár, 1928)
- Nótás Zsuzska (mesekönyv, Kolozsvár, 1929)
- A mesélő királykisasszony és egyéb mesék (Kolozsvár, 1930)
- A mindentudó könyv (gyermekszíndarab, Nagyvárad, 1931)
- A mesemondó királykisasszony (szcenírozott mesejáték, Kolozsvár, 1931)
- Az öreg tanító háza (színdarab felnőttek vagy nagyobb gyermekek számára. Nagyvárad, 1932)
- Tiszteld az öregeket! A tündérek békekonferenciája. Ne bántsd az állatot! (egyfelvonásos gyermekszíndarabok, Nagyvárad, 1932)
- Székely népmesék (Kolozsvár, 1939)